# Uropoliti
 Der er for få eller ingen kildehenvisninger i denne artikel, hvilket er et problem. Du kan hjælpe ved at angive troværdige kilder til de påstande, som fremføres i artiklen.

Uropoliti er politi, militær, eller andre sikkerhedsstyrker som kontrollerer, og arresterer civile som er involveret i demonstrationer, optøjer, eller protester. Politi og militær har længe brugt ikke-dødelige våben som fx stave til at opløse demonstrationer og tilbageholde demonstranter. Siden 1980'erne, har uropolitiet også brugt tåregas, peberspray, gummikugler, og strømpistoler. I nogle tilfælde har de også brugt Long Range Acoustic Devices, vandkanoner, pansrede kampvogne, politihunde og ridende politi på heste. Uropoliti bærer typisk beskyttelse såsom beskyttelseshjelme, ansigtsvisir, skudsikre veste (vest, nakke, knæ, mm.), gasmasker og skjolde. Der er dog også tilfælde hvor dødbringende våben er blevet brugt til at undertrykke protester eller oprør, fx massakren på den Himmelske Freds Plads, bostonmassakren, haymarketoptøjerne og den ungarske opstand